# Ira Washington Rubel
Ira Washington Rubel (död 1908) från USA var sannolikt den första person som kombinerade den litografiska tekniken med offsetprincipen. Han fick idén när han såg att varje gång ett papper av misstag inte matades in i den litografiska tryckpressen så överförde stenen tryckinfon direkt till den gummiduksbeklädda mottryckscylindern och nästa papper fick ett tryck på båda sidor; direkt litho på den vanliga sidan och en spegelvänd image på baksidan, från mottryckscylinderns gummiduk.
Han konstruerade en tryckpress 1903.